# Tetradecanal
El tetradecanal és un compost orgànic de la classe dels aldehids que està constituït per una cadena lineal de catorze carbonis amb un grup carbonil en un dels seus extrems. La seva fórmula molecular és {\displaystyle {\ce {C14H28O}}}. Hom el troba en els éssers vius. És abundant en el coriandre o celiandre (Coriandrum sativum). S'empra en perfumeria.

## Estat natural

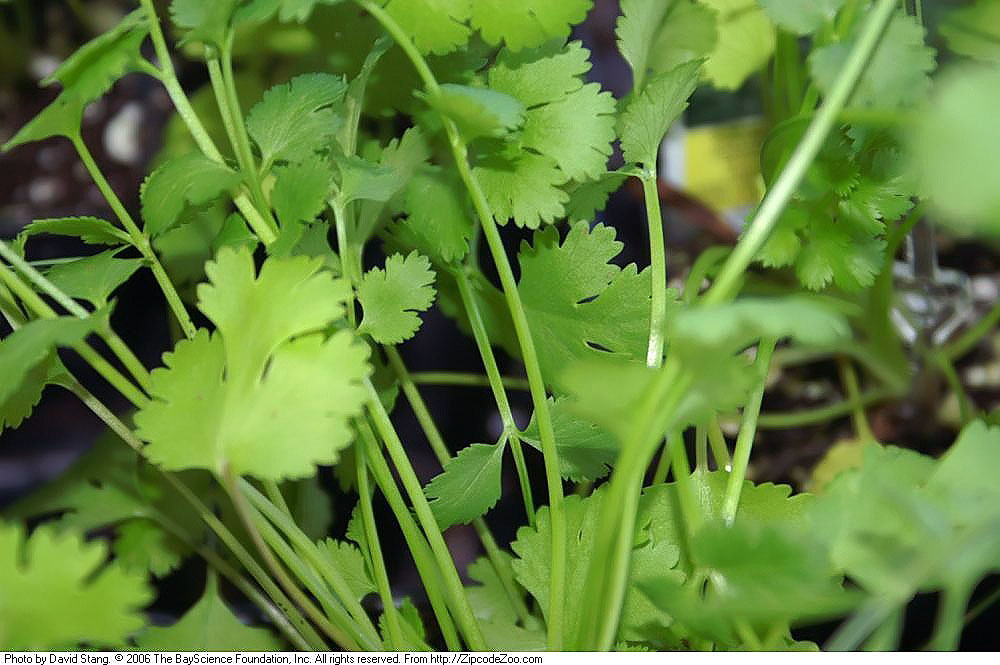
El Coriandrum sativum en conté en una gran quantitat.

S'ha trobat tretradecanal en el coriandre o celiandre (Coriandrum sativum) en una concentració de 13,2 mg per cada 100 g de coriandre; en les mandarines, en el julivert, en la taronja, a les mores, a la coliflor, etc.
També el tetradecanal apareix en la composició de les feromones femenines de la papallona del cuc del cotó Helicoverpa armigera i a les d'altres lepidòpters (Platysenta videns; Choristoneura fumiferana, Choristoneura occidentals, Acleris semipurpurana), i del coleòpter Hylobius abietis.

## Propietats
El tetradecanal és un sòlid transparent o groc pàl·lid. Té un punt de fusió de 30 °C i un d'ebullició de 166 °C a 24 mmHg. La seva densitat és de 0,825−0,830 g/cm³ i el seu índex de refracció val 1,438−1,445. És soluble en la majoria de dissolvents orgànics i pràcticament insoluble dins d'aigua (0,4852 mg/L a 25 °C).

## Usos
L'ús més important del tetradecanal és en fragàncies de sabons, detergents, cremes, locions i perfums.